# Zdzisław Dembowski
Zdzisław Dembowski (ur. 14 września 1925 w Zakopanem, zm. 25 września 2005 na Krecie) – polski geolog, działacz państwowy, prezes Centralnego Urzędu Geologii.

## Życiorys
Tuż przed wybuchem wojny (1939) ukończył szkołę podstawową. Szkołę średnią ukończył podczas wojny, będąc szeregowym żołnierzem Armii Krajowej. Ukończył w 1952 Wydział Geologiczno-Mierniczy krakowskiej Akademii Górniczo-Hutniczej w 1964 obronił doktorat nauk przyrodniczych.
Pod koniec studiów pracował w Instytucie Geologicznym w Krakowie, następnie w kopalni "Ziemowit" i Biurze Dokumentacji Geologicznej Górnictwa Węglowego w Katowicach. W latach 1958–1973 kierował Oddziałem Górnośląskim Instytutu Geologicznego w Sosnowcu. W kwietniu 1973 został powołany na prezesa Centralnego Urzędu Geologii. Był ostatnim prezesem tego urzędu - we wrześniu 1985 zadania urzędu przejęło Ministerstwo Ochrony Środowiska i Zasobów Naturalnych. Od 1984 Dembowski był wiceprzewodniczącym Komisji ds. Polityki Surowcowej Naczelnej Organizacji Technicznej.
Zdzisław Dembowski był autorem (lub współautorem) ponad 30 prac naukowych, uczestniczył w międzynarodowych kongresach.
Działał w Polskim Towarzystwie Geologicznym, zasiadał w Zarządzie Głównym (1969-1975), przewodniczył Oddziałowi Górnośląskiemu (1964-1967). Należał do PZPR, był członkiem Polskiego Towarzystwa Geologicznego.

## Odznaczenia i nagrody
W 1972 został laureatem Nagrody Państwowej I stopnia (zespołowej). Został odznaczony m.in. Krzyżem Kawalerskim i Oficerskim Orderu Odrodzenia Polski oraz Złotym i Srebrnym Krzyżem Zasługi.